# 伊丹虎康
伊丹 虎康（いたみ とらやす）は、戦国時代から江戸時代初期にかけての武将。今川氏、武田氏、徳川氏の家臣。

## 生涯
駿河国の戦国大名今川氏に同朋衆として仕えていた伊丹康直の長男として生まれる。母は今川氏の家臣である岡部久綱の娘で、岸和田藩祖岡部長盛は従兄弟にあたる。弟には徳美藩初代藩主伊丹康勝ら5人、妹は3人おり、いずれも同母兄弟である。最初は父と同じく今川氏に仕え、その没落後は甲斐武田氏に仕えた。
元亀3年（1572年）武田信玄の西上作戦に従い、駿河清水口に父と共に布陣して北条氏政に備えた。天正8年（1580年）、武田勝頼の代に、駿河三保崎で北条軍と合戦になった際に従軍し、敵将の梶原景定を討ち取る功を挙げた。天正10年（1582年）、織田信長の武田征伐により武田氏が滅ぶと、父と共に徳川家康に降り、甲斐国山梨郡に300石を得た。
徳川氏の元では作事奉行を務めた。晩年は長男之信が既に相模国内に所領を得ていたため、次男隼人に遺領を継承させた。隼人の没後、その遺領は収公された。なお次弟の康勝が大名に取り立てられたため、虎康及び長弟虎重の家系は庶家として扱われている。虎重以下弟らもいずれも徳川氏の旗本となった。